# Wladimiro Panizza
Pour les articles homonymes, voir Panizza.
Wladimiro Panizza (né le 5 juin 1945 à Fagnano Olona, dans la province de Varèse en Lombardie - mort le 21 juin 2002 à Cassano Magnago) est un coureur cycliste professionnel italien, dont la carrière s'échelonne entre 1967 et 1985.

## Carrière
Il détient le record de participations au Tour d'Italie avec 18 participations, terminant l'épreuve à 16 reprises, dont neuf fois dans les 10 premiers du classement général. Sur l'édition 1980, il réalise sa meilleure performance en prenant la deuxième place derrière Bernard Hinault, après avoir porté le maillot rose pendant 6 jours.
Ses 18 participations à Milan-San Remo constituent également un record sur cette épreuve, qu'il partage avec Philippe Gilbert.

## Palmarès

### Palmarès amateur
- 1964
  - Giro della Castellania
- 1966
  - Giro delle Antiche Romagne
  - Cirié-Pian della Mussa
  - Tour du Latium amateurs :
    - Classement général
    - 3e et 5e étapes

### Palmarès professionnel
- 1967
  - Grand Prix Montelupo
  - Corsa Coppi
  - Grand Prix Valsassina
  - Grand Prix Robbiano
  - 3e de la Corsa Coppi
  - 4e du Tour de Lombardie
- 1968
  - 2e de la Coppa Sabatini
  - 3e du Grand Prix de l'industrie et du commerce de Prato
- 1969
  - 3e du Tour de Campanie
- 1970
  - Grand Prix de Monaco
  - 2e de Nice-Seillans
  - 9e du Tour de Romandie
- 1971
  - 3e du Trofeo Laigueglia
  - 5e du Tour de Romandie
  - 9e du Tour d'Italie
- 1972
  - 2e du Monte Campione
  - 3e du Tour du Piémont
  - 3e du Grand Prix de la ville de Camaiore
  - 3e du GP Montelupo
  - 5e du Tour d'Italie
- 1973
  - Tour de Romagne
  - Tour de la province de Reggio de Calabre
  - 4eb étape du Tour de Catalogne
  - 3e du Tour de Suisse
  - 3e du Tour de Vénétie
  - 5e du Tour de Catalogne
  - 6e du Tour d'Italie
- 1974
  - 1re étape du Tour de Romandie
  - 2e du Tour de Romandie
  - 2e du Tour de Campanie
  - 3e de À travers Lausanne
  - 4e du Tour de France
  - 4e de Liège-Bastogne-Liège
- 1975
  -  Champion d'Italie de cyclo-cross
  - Milan-Turin
  - 17eb étape du Tour d'Italie
  - 2e du Tour de Campanie
  - 2e du Grand Prix de Monaco'
  - 3e de Tirreno-Adriatico
  - 3e du Tour de Vénétie
  - 6e du Tour d'Italie
  - 8e du Tour de Lombardie
  - 10e du Grand Prix de Zurich
  - 10e de Liège-Bastogne-Liège
- 1976
  -  Champion d'Italie de cyclo-cross
  - 15e étape du Tour de France
  - 1re étape du Tour de Sardaigne
  - 2e de Milan-San Remo
  - 3e du Tour de Lombardie
  - 3e du championnat d'Italie sur route
  - 6e du Tour d'Italie
- 1977
  - Grand Prix du Midi libre
  - 2e de la Coppa Bernocchi
  - 2e du Trittico Lombardo
  - 3e du Tour des Apennins
  - 5e du Tour d'Italie
  - 5e du Tour de Lombardie
- 1978
  - 17e étape du Tour d'Italie
  - 2e du Tour d'Émilie
  - 2e du Tour de Campanie
  - 2e du Trofeo Pantalica
  - 2e du Trittico Lombardo
  - 3e du Tour des Pouilles
  - 3e de la Coppa Bernocchi
  - 3e du GP Cantagrillo
  - 4e du Tour d'Italie
  - 4e du Tour de Lombardie
- 1979
  - 1re étape de Tirreno-Adriatico
  - 2e du Grand Prix de l'industrie et du commerce de Prato
  - 2e du Tour du Piémont
  - 3e du Tour de la province de Reggio de Calabre
  - 3e de Milan-Turin
  - 8e du Tour de Romandie
- 1980
  - Tour de l'Etna
  - 1re étape du Tour de Romandie
  - 2e du Tour d'Italie
  - 2e du Tour du Piémont
  - 2e du Tour d'Émilie
  - 2e de la Coppa Placci
  - 2e de la Coppa Agostoni
  - 3e de l'Étoile de Bessèges
  - 4e du championnat du monde sur route
  - 9e du Tour de Lombardie
- 1981
  - Tour du Frioul
  - 2e du championnat d'Italie sur route
  - 2e du Trofeo Pantalica
  - 3e de Nice-Alassio
  - 3e du Tour des Apennins
- 1982
  - Tour de l'Etna
  - 3e du Trofeo Laigueglia
  - 3e du Tour de Campanie
  - 5e du Grand Prix de Zurich
- 1983
  - 3e du Tour des Apennins
  - 10e du Tour d'Italie
- 1984
  - 3e du Tour des Apennins

## Résultats sur les grands tours

### Tour de France
4 participations
- 1969 : 14e
- 1970 : 18e
- 1974 : 4e
- 1976 : 13e, vainqueur de la 15e étape

### Tour d'Italie
18 participations
- 1967 : 22e
- 1969 : 16e
- 1970 : abandon
- 1971 : 9e
- 1972 : 5e
- 1973 : 6e
- 1974 : 12e
- 1975 : 6e, vainqueur de la 17eb étape
- 1976 : 6e
- 1977 : 5e
- 1978 : 4e
- 1979 : 13e
- 1980 : 2e,  maillot rose pendant 6 jours
- 1981 : abandon (18e étape)
- 1982 : 20e
- 1983 : 10e
- 1984 : 11e
- 1985 : 28e

### Tour d'Espagne
1 participation
- 1967 : abandon